# Дороватка (приток Ельшмы)
Дороватка — река в России, протекает в Тотемском районе Вологодской области. Устье реки находится в 10 км по левому берегу реки Ельшма. Длина реки составляет 12 км.
Исток Дороватки в заболоченных лесах примерно в 10 км к северо-западу от посёлка Ида. Течёт на северо-запад по ненаселённому лесу. Крупнейший приток — Лукина (правый).

## Данные водного реестра
По данным государственного водного реестра России относится к Двинско-Печорскому бассейновому округу, водохозяйственный участок реки — Северная Двина от начала реки до впадения реки Вычегда, без рек Юг и Сухона (от истока до Кубенского гидроузла), речной подбассейн реки — Сухона. Речной бассейн реки — Северная Двина.
Код объекта в государственном водном реестре — 03020100312103000007827.